# 寿町 (台北市)
寿町（ことぶきちょう）は、日本統治時代の台湾における台北市の行政区画。一丁目から五丁目までで構成された。台北城内における内地出身の日本人の活動の中心地であった。現在の万華区の西寧南路、洛陽街、開封街二段、武昌街二段の付近が寿町に含まれる。

## 町内の施設
- 国際館（一丁目、現在の萬年商業大樓）
- 栄座（一丁目）
- 台湾劇場（一丁目）
- 真宗大谷派台北別院（二丁目、現在の獅子林商業大樓）
- 南叡山大正寺（二丁目）